# Феодосий Ворыпин
Феодосий Ворыпин (ум. 1710/1711) — чёрный поп, наставник поповского старообрядческого согласия; раскольники почитают его своим святым.

## Биография
Сперва исповедовал православие и был рукоположен в иеромонахи самим патриархом Иосифом «в град Рыльский, в церковь Василия Неокесарийского, Никольского монастыря». Совратившись в раскол, он ушел в донецкие края, где сначала поселился в какой-то пустыни на устье реки Жеребец, а затем устроил себе новую пустынь при впадении в Донец реки Апдары, в 4-х верстах от Апдарской станицы. 
На новом месте Феодосий Ворыпин свободно занимался проповедью раскола до середины 1686 года, когда был схвачен двумя беглыми попами с помощью казаков и представлен (29 июня) в Москву, в Посольский приказ. После суда у патриарха Иоакима он был лишен сана и сослан в Кириллов Белозерский монастырь, в котором пробыл в заключении семь лет. В заключении он склонился было к «новотворным догматам» и получил некоторую свободу, но, «малому времени в том минувшу», был выкраден раскольниками и отвезен в Поморье. Отсюда он проехал на Керженец и жил там на реке Балмаше, пока не сделался настоятелем главного керженского скита — Смольянского и фактическим правителем всего раскольничьего Керженца. Деятельность его на Керженце сопровождалась таким успехом, что правительство решило разыскать и задержать его. Спасаясь от преследования, Феодосий пробрался в Калугу, куда к нему в скором времени прибыл с Ветки из Польши посол от тамошних раскольников с просительными грамотами о приезде на Ветку для управления зарубежной общиной. Феодосий поспешил принять приглашение и «прейде от Великороссии в польскую область, идеже радостными приветствы возблагодариша приход его…» и «вся увядшии печалию, весело хождаху». В этом положении начальствующего учителя на Ветке он и скончался в самом начале второго десятилетия XVIII века. Раскольники почитают его своим святым. 
Феодосий долгое время был настоящим главой всего поповского раскола. Он снабжал раскольников запасными дарами и миром своего изготовления, добывал им беглых попов, собирал соборы, устанавливал церковную практику, мирил возникавшие на Керженце и других местах вероисповедные споры и пользовался непререкаемым авторитетом. От него сохранилось послание на Керженец, написанное в 1709 году в опровержение диаконовщины. Кроме того, имеется запись прений его 9 июня 1709 года с некиим мирянином Тимофеем Матвеевым о честнем кресте Господни.